# Алакурттське сільське поселення
Алаку́рттське сільське́ посе́лення (рос. Алакурттское сельское поселение) — адміністративне утворення у складі Кандалакського району Мурманської області, Росія.

## Склад
До складу поселення входять такі населені пункти:
| Населений пункт | Населення, осіб (2010) |
| --------------- | ---------------------- |
| Алакуртті       | 3424                   |
| Кайрали         | 19                     |

| Мурманська область | Це незавершена стаття про Мурманську область. Ви можете допомогти проєкту, виправивши або дописавши її. |